# Боргман Іван Іванович
Іва́н Іва́нович Бо́ргман (24 лютого 1849, Петербург — 17 травня 1914) — російський фізик.
Народився в Петербурзі. Професор (з 1888), директор (з 1900) фізичного інституту Петербурзького університету, в 1905—10 — ректор Петербурзького університету. В 1907 Боргман вийшов зі складу Державної Ради на знак протесту проти розпуску 1-ї Державної думи і 1910 залишив посаду ректора в зв'язку з порушенням поліцією прав студентства. Редактор фізичного відділу «Журнала Русского физико-химического общества» (1875—1902). Педагог і популяризатор науки, громадський діяч.
Основні наукові праці Боргмана присвячені дослідженню електричних та магнітних явищ і питань електротехніки. Створив школу петербурзьких фізиків (В. К. Лебединський, В. Ф. Міткевич, Д. С. Рождественський, Д. В. Скобєльцин, М. А. Шателен та ін.).